# Годино, Хавьер
Хавьер Годино (исп. Javier Godino) — испанский актёр и певец.

## Биография
Он начал свое обучение в студии актёрского мастерства Хуана Карлоса Кораца, учителя и тренера Хавьера Бардема. Хавьер Годино испанский актёр, который работает в испанском и международном кинематографе, а также играет в мюзиклах, театре и снимается на телевидении. В 2009 году он одержал важную роль в своей карьере сыграв Исидоро Гомеса в аргентинском фильме «Тайна в его глазах», режиссёра Хуан Хосе Кампанеллы. В 2010 году этот фильм стал обладателем премии Оскар за лучший фильм на иностранном языке, вместе с Годино лидерство поделили Рикардо Дарин и Соледад Вильямиль.
На сцене, в мюзикла «Сегодня у меня нет сил подняться» режиссёра Начо Кано, он был одним из главных действующих лиц и высоко ценился за создание характера персонажа Колет. Премьера мюзикла с большим успехом прошла в апреле 2005 года, Хавьер был частью актёрского пьесы в течение первых трёх сезонов. За свою роль в мюзикле он был выдвинут своими коллегами на премию Союза актёров Испании.
Хавьер снимался в голливудском фильме «Список контактов», наряду с Хью Джекманом и Юэном Мак-Грегором.
Годино также сделал себе имя как певец. Работая над проектами Начо Кано, он записал много песен. Для музыкального альбома «Hoy no me puedo levantar» он записал такие песни, как «Perdido en mi habitación», «Hoy no me puedo levantar», «Barco a Venus» и «No es serio este cementerio». Его голос также звучит в попурри из песен группы Mecano, который был записан для телевизионного ролика Coca-Cola Light. Во втором мюзикле Начо Кано «A» Хавьер также был ведущим солистом и записал три песни «Sin alma yo no hablo», «El segundo grupo» и «Tu deber es volver». С Антонио Кармона он записал композицию «El tango de los amantes», с аргентинской певицей Грасиэлой Джордано «Les feuilles mortes y Nostalgias». В 2013 году вместе с Азиером Асебо он создает свою музыкальную группу «The Wyest».
В 2011 году он снялся в фильме «Los muertos no se tocan» Хосе Луиса Гарсиа Санчеса по мотивам романа Рафаэля Аскона, а также в фильме «La voz dormida» Бенито Сабрано.
В мае 2012 года снимался в фильме Испано-аргентинского совместного производства «Каждый имеет план» режиссёра Аны Питербарг, вместе с Вигго Мортенсеном, Даниэлєм Фанего, Софией Гало и Соледад Вильямиль, съёмки проходили в дельте реке Парана вблизи Буэнос-Айреса. Также сыграл главную роль в фильме «Непрожитые дни» режиссёра Альфонсо Кортеса-Каванилас с Ингрид Рубио и Азиером Экстендиа.
В 2013 году он снимается в телевизионном фильме «Прим, убийство на турецкой улице» по приглашению Мигеля Бардема в роли известного испанского писателя Бенито Перес Гальдос.
У него была короткая роль второго плана на ТВ-шоу Netflix в сериале «Борджиа», он играл как Диониги ди Налдо во время 2-го и 3-го сезона, а также работал на испанском телевидении.
В 2015 он играл главную роль в фильме «Pasaje de Vida» испано-аргентинского производства режиссёра Диего Корсини, и получил прекрасные отзывы за исполнение.
В 2016 году снимался в фильме «В конце тоннеля» режиссёра Родриго Гранде с Леонардо Сбаралья и Кларой Лаго. И в фильме филиппинского режиссёра Пауло Ду, о жизни Игнасио Лойолы. В 2016 году был снят фильм «Избранный», мексикано-испанского совместного производства Антонио Чавариаса.
В феврале 2016 года начинает играть в театральной постановке «Фарфоровая кукла» Хуана Карлоса Рубио, вместе с великим актёром в главной роли Хосе Сакристаном.